# Czas Władywostoku
| MSK-1 | Czas Królewca (UTC+2:00)          |
| MSK   | Czas moskiewski (UTC+3:00)        |
| MSK+1 | Czas Samary (UTC+4:00)            |
| MSK+2 | Czas Jekaterynburga (UTC+5:00)    |
| MSK+3 | Czas Omska (UTC+6:00)             |
| MSK+4 | Czas Krasnojarska (UTC+7:00)      |
| MSK+5 | Czas Irkucka (UTC+8:00)           |
| MSK+6 | Czas Jakucka (UTC+9:00)           |
| MSK+7 | Czas Władywostoku (UTC+10:00)     |
| MSK+8 | Czas Sriedniekołymska (UTC+11:00) |
| MSK+9 | Czas kamczacki (UTC+12:00)        |

Czas Władywostoku (ang. Vladivostok Time, VLAT, ros. владивостокское время) – strefa czasowa, odpowiadająca czasowi słonecznemu południka 150°E, który różni się o 10 godzin od uniwersalnego czasu koordynowanego i 7 godzin od czasu moskiewskiego (UTC+10:00).
Strefa obowiązuje we wschodniej części Rosji. Głównym miastem leżącym w strefie jest Władywostok.
W okresie od marca 2011 roku do października 2014 roku czas Władywostoku odpowiadał strefie UTC+11:00. Wcześniej, czas Władywostoku standardowy (zimowy) odpowiadał strefie UTC+10:00, a czas letni – UTC+11:00.
W październiku 2014 do strefy czasu Władywostoku włączono obwód magadański, wcześniej należący do strefy czasu Magadanu.
W marcu 2016 wyłączono z niego obwód sachaliński, który włączono do czasu Sriedniekołymska, a w kwietniu 2016 do czasu Sriedniekołymska wyłączono również obwód magadański.